# Alexandra Hartmann
Alexandra Gabriela Gertrud Hartmann-Schöcker (* 20. August 1969 in Frankfurt am Main; † 5. Oktober 2014 in München) war eine deutsche Theater- und Filmschauspielerin.

## Leben
Hartmann wurde in Frankfurt am Main geboren und besuchte von 1992 bis 1996 die Hochschule für Musik, Theater und Medien Hannover (HMTMH) in Hannover. Noch während ihres Studiums war sie in diversen Rollen auf der Landesbühne Hannover und am Jugendtheater zu sehen. Später verlagerte Hartmann ihr Schaffen nach Bayern, wo sie unter anderem am Akademietheater sowie in der Glyptothek und der Pasinger Fabrik zu sehen war. Ab 1996 war Hartmann auch im Kino und Fernsehen zu sehen und übernahm Rollen im Tatort: Schwarzer Advent, in der Krankenhaus-Serie Herzflimmern – Liebe zum Leben, in der Comedy-Serie Alles außer Sex sowie in den Filmen Obendrüber, da schneit es und 23. Neben der Schauspielerei war Hartmann auch als Sprecherin, Theaterpädagogin und Regisseurin tätig.
Hartmann war mit dem Schauspieler Sven Schöcker verheiratet. Sie starb am 5. Oktober 2014 an den Folgen eines Sturzes aus 13 Metern Höhe bei einem Unfall in einer Kletterhalle.

## Filmografie (Auswahl)
- 1998: Tatort: Schwarzer Advent (Fernsehfilm)
- 2005: Alles außer Sex (Fernsehserie)
- 2012: Obendrüber, da schneit es (Fernsehfilm)
- 2014: Herzflimmern – Liebe zum Leben (Fernsehserie)

## Hörspiele (Auswahl)
- 2006: Claudia Weber, Milan Pešl: Daheim – Komposition (zusammen mit Milan Pešl) und Regie: Claudia Weber